# Trilirata sexcarinata
Trilirata sexcarinata is een slakkensoort uit de familie van de Zerotulidae. De wetenschappelijke naam van de soort is voor het eerst geldig gepubliceerd in 1996 door Warén & Hain.